# Paco Suárez
Paco Suárez (Cáceres, España, 1954) es un diseñador y desarrollador de videojuegos español, autor de programas como La Pulga o La Plaga Galáctica. Es uno de los programadores de juegos de la Edad de oro del software español.

## Trayectoria profesional
Paco Suárez comenzó programando para el Sinclair ZX81 trabajando para la casa Indescomp. En 1983, Suárez presenta a dicho Indescomp dos programas, siendo uno de ellos La Pulga, desarrollado para ese modelo y que sería finalmente comercializado [cita requerida]. Ya como trabajador de Indescomp, recibe el encargo de trabajar en la versión para ZX Spectrum junto a otro programador, Paco Portalo. Publicado inicialmente en Reino Unido como Bugaboo (The flea), llegó a ser n.º 1 para la prensa especializada.
El juego de 'La Pulga' fue lanzado internacionalmente, y más tarde Suárez crea su propio sello de software, 'Cibernesis', con el cual trabajó en la elaboración del título 'The Time Robbers' también para el Sinclair ZX Spectrum. Aunque el programa no llegó a comercializarse, se conserva una versión jugable del mismo.
Paco Suárez también desarrollo otros juegos para Amstrad CPC tales como 'Supertripper', 'Campeones', o 'La Plaga Galáctica', que también fue comercializado para Sinclair ZX Spectrum. También desarrolló uno de los primeros programas de dibujo de CPC, 'Amsdraw I'.
De la misma forma que otros antiguos profesionales de Indescomp, Suárez se involucraría más adelante en Opera Soft, uno de los sellos de software español más relevantes a nivel nacional y protagonista de Edad de oro del software español. Su colaboración más importante en esta etapa es 'Poogaboo', segunda parte de 'La Pulga', distribuido en 1991.
Desde entonces, y sin perder vínculo con el campo de los ordenadores y los videojuegos, Suárez ha desarrollado variadas aplicaciones colaborando con empresas de distintos sectores tales como campos de control en tiempo real, sistemas operativos o proceso de imágenes entre otros.
En 2013 relanzó una nueva versión de La Pulga adaptada a los dispositivos móviles actuales, llamada 'QQ#2 The Flea'.
Medalla de Oro al Mérito en las Bellas Artes 2021 junto a Paco Portalo.

## Software
- La Pulga / Roland in the Caves / Boogaboo (1983-1984).
- La Plaga Galáctica (1984).
- Amsdraw I (1984).
- Supertripper (1985).
- Campeones (1985).
- Gonzzalezz (1989)
- PSI Mission (1985).
- Poogaboo, La Pulga 2 (1991).
- QQ#2 The Flea (remake de La Pulga) (2011).

## Distinciones honoríficas y reconocimientos
- «La Pulga: el primer gran salto del software español hacia Europa». RetroEuskal. Baracaldo (2010).
- Socio de Honor de RetroAcción. Zaragoza (2014).
- Medalla de Oro al mérito en las Bellas Artes (2021).
- «Jugando en Casa», homenaje a los pioneros de la Industria del Videojuego español (U-Tad). Madrid (2024).
- Premio homenaje FICIV Joaquín Soroya. Valencia (2024).